# Iluzjon
Киностудия «Иллюзион» (пол. Studio Filmowe „Iluzjon”) — польская киностудия, существовавшая с 1955 по 1987 года.
Создана 1 мая 1955 года под названием Творческое объединение «Иллюзион» (пол. Zespół Filmowy „Iluzjon”). Художественными руководителями были: Людвик Старский (1955—1963), Чеслав Петельский (1963—1987). Кроме того литературнымми руководителями объединения были в частности: Анатоль Стерн (1955—1956), Станислав Дыгат (1956—1957) и Ежи Стефан Ставиньский (1977—1981).

## Известные фильмы киностудии «Иллюзион»
- 1957 — «Сокровище капитана Мартенса» / «Skarb kapitana Martensa»
- 1958 — «Петля» / «Pętla»
- 1958 — «Покушение» / «Zamach»
- 1958 — «Позвоните моей жене» / «Co řekne žena?» — Чехословакия (Киностудия «Баррандов») / Польша
- 1959 — «Безмолвная звезда (фильм, 1960)» / «Der schweigende Stern» — ГДР (Киностудия DEFA) / Польша
- 1959 — «Кафе «Минога»» / «Cafe pod Minogą»
- 1960 — «Поиски прошлого» / «Powrót»
- 1961 — «История желтой туфельки» / «Historia żółtej ciżemki»
- 1961 — Приговор / «Wyrok»
- 1962 — «Клуб холостяков» / «Klub kawalerów»
- 1963 — «Крещённые огнём» / «Skąpani w ogniu»
- 1964 — «Загонщик» / «Naganiacz»
- 1965 — «Происшествие в порту» / «Banda»
- 1965 — «Катастрофа» / «Katastrofa»
- 1966 — «В логове обречённых» / «Zejście do piekła»
- 1966 — «Любовники из Мароны» / «Kochankowie z Marony»
- 1966 — «Дон Габриэль» / «Don Gabriel»
- 1967 — «Это твой новый сын» / «To jest twój nowy syn»
- 1967 — «Все свои» / «Sami swoi»
- 1968 — «Привет, капитан» / «Cześć kapitanie»
- 1968 — «Графиня Коссель» / «Hrabina Cosel»
- 1969 — «Олимпийский факел» / «Znicz olimpijski»
- 1969 —  «Только погибший ответит» / Tylko umarły odpowie
- 1970 — «Ловушка» / «Pułapka»
- 1970 — «В погоне за Адамом» / «Pogoń za Adamem»
- 1970 — «Пан Додек» / «Pan Dodek»
- 1970 — «Мёртвая зыбь» / «Martwa fala»
- 1970 — «Кто верит в аистов?» / «Kto wierzy w bociany?»
- 1970 — «Колумбы» / «Kolumbowie» (телесериал)
- 1972 — «Коперник» / «Kopernik» — Польша / ГДР (Киностудия DEFA)
- 1973 — «Большая любовь Бальзака» / «Wielka miłość Balzaka» — Польша / Франция (Eurodis-Telecinex)
- 1973 — «В пустыне и джунглях» / «W pustyni i w puszczy»
- 1973 — «Дорога» / «Droga»
- 1973 — «Чёрные тучи» / «Czarne chmury» (телесериал)
- 1974 — «Самый важный день жизни» / «Najważniejszy dzień życia»
- 1974 — «Тут крутых нет» / «Nie ma mocnych»
- 1974 — «Помни имя своё» / «Zapamiętaj imię swoje»
- 1975 — «Казимир Великий» / «Kazimierz Wielki»
- 1975 — «Грех Антония Груды» / «Grzech Antoniego Grudy»
- 1976 — «Беспредельные луга» / «Bezkresne łąki»
- 1977 — «Люби или брось» / «Kochaj albo rzuć»
- 1978 — «Роман и Магда» / «Roman i Magda»
- 1978 — «Кошки это сволочи» / «Koty to dranie»
- 1979 — «Украденная коллекция» / «Skradziona kolekcja»
- 1980 — «Записки молодого варшавянина» / «Urodziny młodego warszawiaka»
- 1980 — «Сркытый в солнце» / «Ukryty w słońcu»
- 1980 — «Крах операции «Террор»» — СССР (Мосфильм) / ГДР (Киностудия DEFA) / Польша
- 1980 — «Потому что я помешался для неё» / «Bo oszalałem dla niej»
- 1981 — «Запах собачьей шерсти» / «Zapach psiej sierści»
- 1983 — «Магические огни» / «Magiczne ognie»
- 1984 — «Ультиматум» / «Ultimatum»
- 1984 — «Кто этот человек?» / «Kim jest ten człowiek?»
- 1986 — «Комедианты со вчерашней улицы» / «Komedianci z wczorajszej ulicy»
- 1987 — «Маримонтская соната» / «Sonata marymoncka»
- 1987 — «Известна, как и Сараево» / «Sławna jak Sarajewo»
- 1987 — «Пантарей» / «Pantarej»
- 1987 — «Конец сезона мороженого» / «Koniec sezonu na lody»
- 1987 — «Баллада о Янушике» / «Ballada o Januszku»